# باد هررن‌آلب
شهر باد هررن‌آلب در ایالت بادن-وورتمبرگ در کشور آلمان واقع شده است.